# Juppenwerkstatt Riefensberg
Die Juppenwerkstatt Riefensberg ist eine Manufaktur und ein Museum für die Tracht in Riefensberg in Vorarlberg (Österreich).
Der Name der Werkstatt leitet sich von der Juppe ab, eine Frauentracht und Kopfbedeckung aus dem Bregenzerwald. Sie ist die einzige Manufaktur, die die Bregenzerwälder Frauentracht noch auf traditionelle Weise herstellt.

## Das Museum

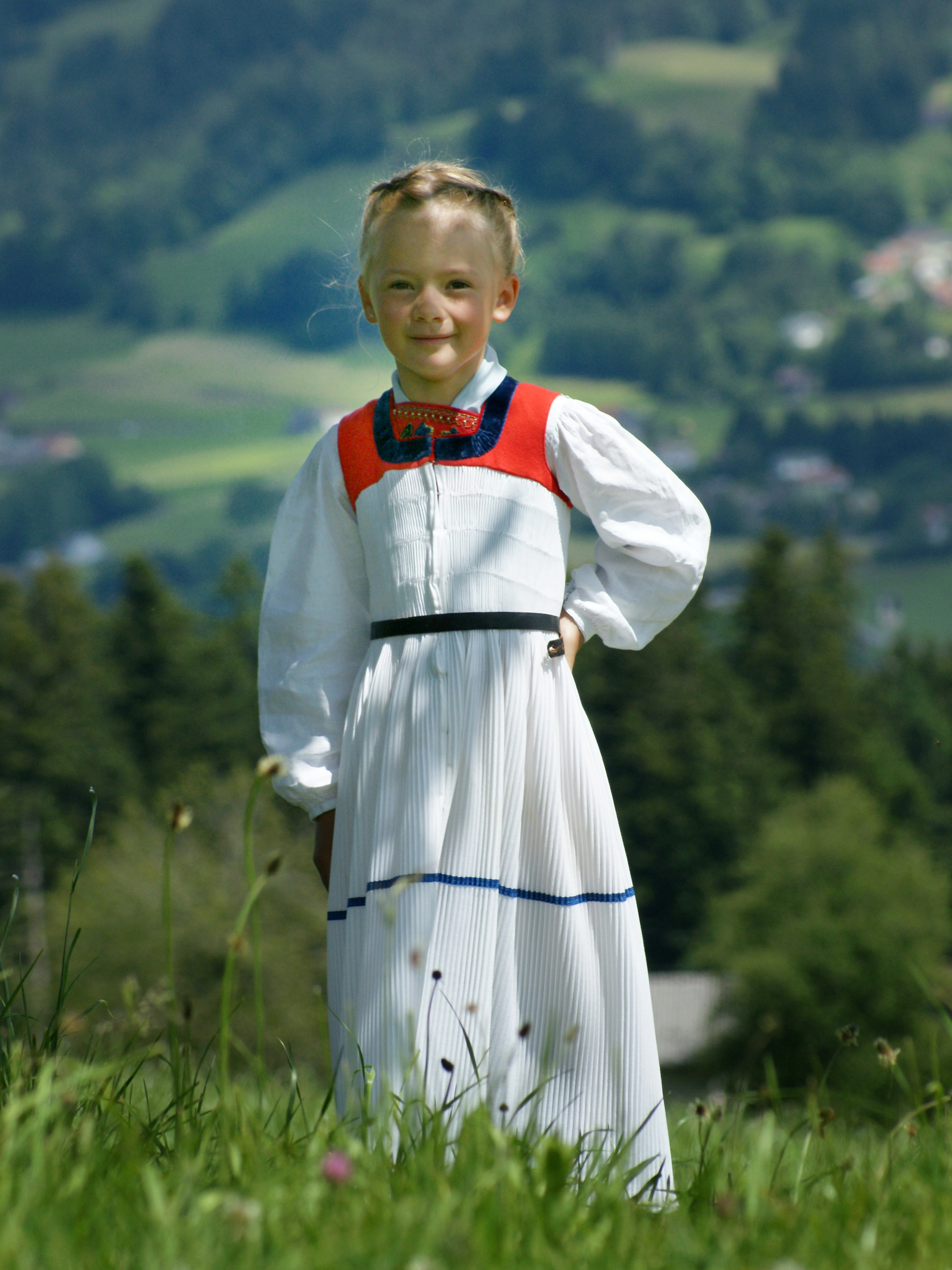
Mädchen in weißer Juppe

Die Juppenwerkstatt Riefensberg ist vom 1. Mai bis 31. Oktober für Besucher geöffnet. Gezeigt wird der Entstehungsprozess des steifen, glänzenden Gewebes, das in hunderte Falten gelegt wird. Um den Besuchern die aufwendige Herstellung einer Bregenzerwälder Damentracht näherzubringen, ist eine Näherin, Stickerin, Weberin oder Hutmacherin im Rahmen einer Führung anwesend. Führungen sind nach Vereinbarung möglich.

### Geschichte
Als 1993 der letzte Trachtenfärber und Juppenhersteller des Bregenzerwaldes seinen Betrieb altersbedingt schloss, war der Fortbestand der traditionellen Leinentracht der Bregenzerwälder Frauen in Gefahr. Zehn Jahre lang wurde keine Glanzjuppe produziert. Kurz vor seinem Tod gab der letzte Kostümfärber das Geheimnis der Juppe-Färbung an Martina Mätzler, der Leiterin der Juppenwerkstatt, weiter.

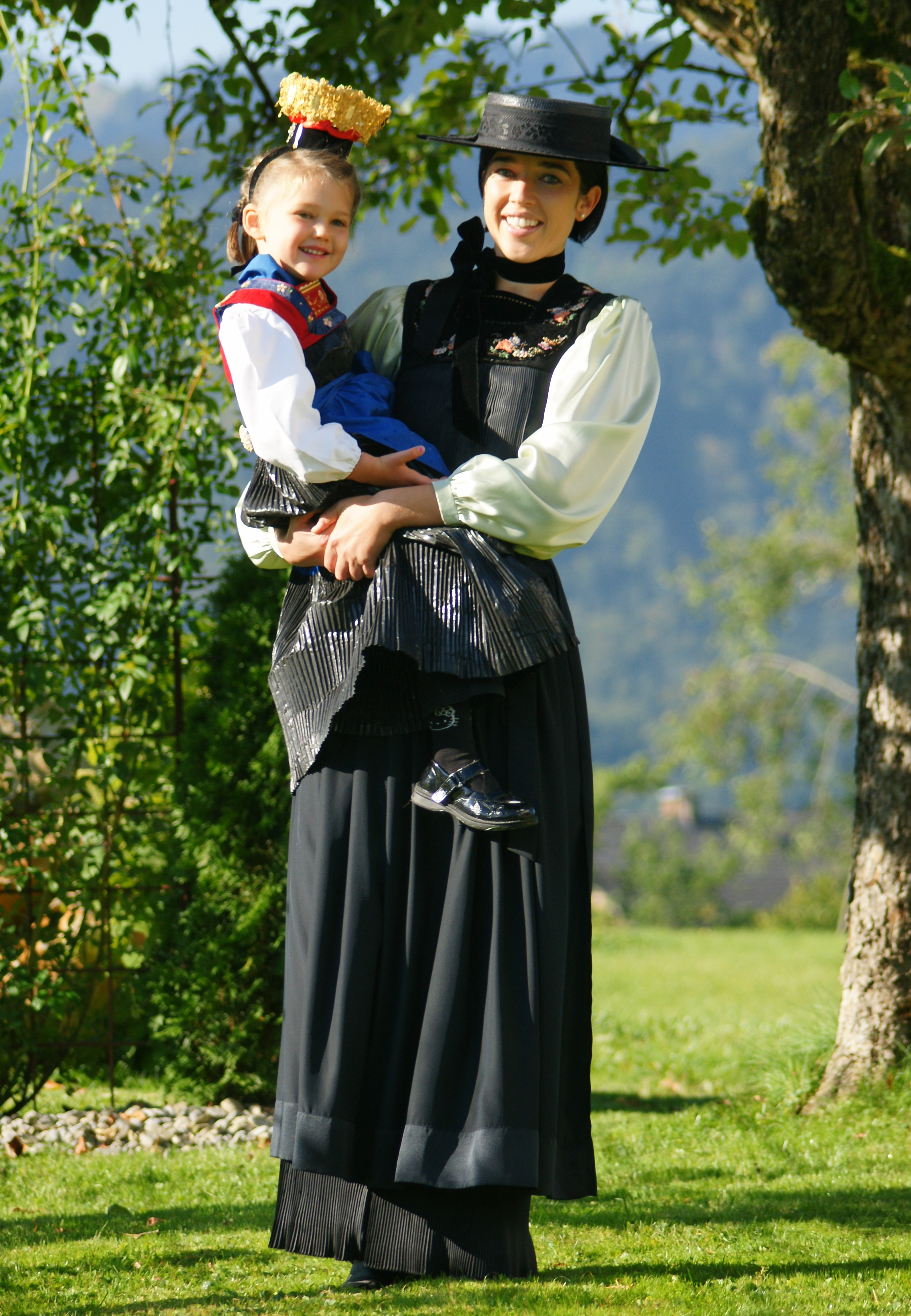
Frau und Kind in traditioneller Bregenzerwälder Frauentracht

2002 wurde der gemeinnützige Verein "Juppenwerkstatt Riefensberg" gegründet. 2003 errichtete Architekt Gerhard Gruber mit Unterstützung der Gemeinde, des Landes und des europäischen LEADER-Programms im 350 Jahre alten Wirtschaftstrakt des alten Gasthauses "Krone" die passenden Räumlichkeiten für die Juppenwerkstatt. Über das Bauprojekt meint der Architekt Gerhard Gruber, die Juppenwerkstatt sei die "Musealisierung" der wertvollen Bregenzerwälder Tracht, mit welcher versucht wird, dem altmodischen Image entgegenzuwirken und den Dialog zwischen Tradition und Fortschritt in Gang zu halten.
Im Jahr 2011 erwarb die Gemeinde das Haus 191, welches sie dem Verein zur Verfügung stelle. Mit erneuter Unterstützung von LEADER schuf der Verein neue Werk- und Museumsflächen.

### Ausstellungen
Die Juppenwerkstatt verfügt über eine eigene Trachtensammlung, die ständig erweitert wird und im Rahmen von Ausstellungen präsentiert wird. Die Sonderausstellungen befassen sich mit verschiedenen Teilen der Tracht wie Gürtel oder Hut, mit der Herstellung und Behandlung des Juppegewebes oder mit verschiedenen Trachtendesigns aus der Region und darüber hinaus.
Sonderausstellungen (Auswahl):
- 2019/2020 "Falten, Krausen, Plissee. Trachten vor und hinter dem Arlberg"[14]
- 2020 "Foultô. Transferdrucke und Prägung"[14]
- 2021 "Glanz und Stolz. Die Gürtelschließen der Wälderinnen"[15][16]
- 2022 "Bregenzerwälder Kunsthandwerk. Immaterielles Kulturerbe in Österreich"[17]

## Die Herstellung der Juppe

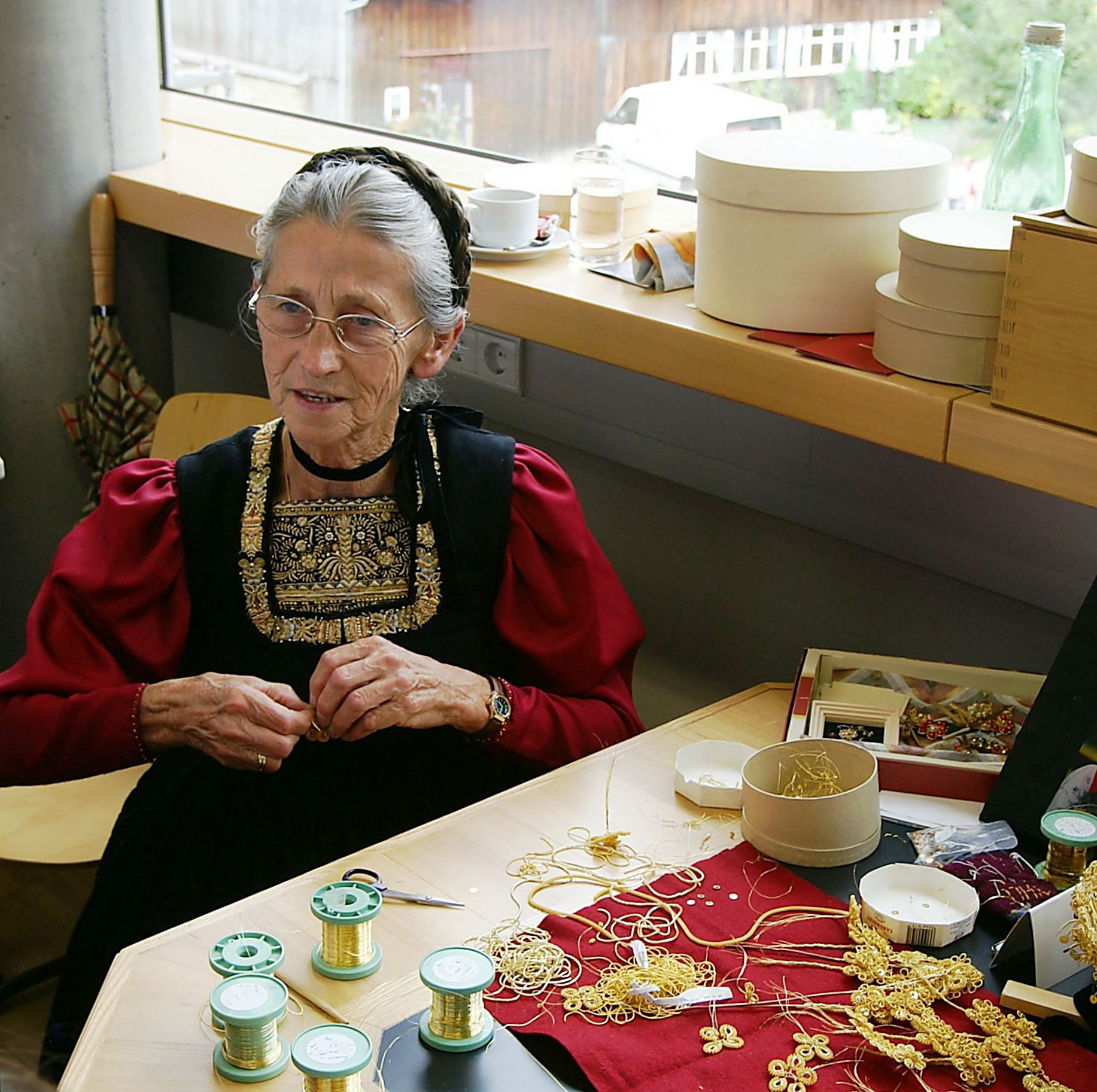
Frau in der Wäldertracht bei Näharbeiten an der Juppe (aufgenommen in Bezau im Bregenzerwald)

Die Herstellung und das Färben des Stoffes für die Juppe ist ein jahrhundertealtes Handwerk. Zum Färben wird Leim, das aus 16 kg Rindsleder besteht,  nach einem alten Rezept stundenlang in Töpfen gekocht. Darin wird der schwarz gefärbte Leinenstoff getaucht, leicht gedreht, auf einer Wiese ausgelegt und anschließend von über hundert Jahre alten Maschinen geglänzt und plissiert.
Die in Riefensberg aufgestellte Plissiermaschine wurde von einem Bregenzerwälder Schlosser über viele Jahre hinweg gebaut, nachdem er eine auf der Pariser Weltausstellung 1889 ausgestellte Maschine detailgetreu gezeichnet hatte. Eine Maschine ersetzt das sonst sehr mühselige Plissieren von Hand.
In der Juppenwerkstatt wird ein weltweit einzigartiger Juppestoff aus glänzendem Leinen hergestellt (Glanzleinenjuppe). Ganze sechs Monate dauert es, bis das Textil schließlich für die Weiterverarbeitung geeignet ist. Die Werkstatt arbeitet auf Vorbestellung und hat nur eine geringe Stückzahl von Trachten auf Lager.

## Verein
Der gemeinnützige Verein Juppenwerkstatt Riefensberg wurde 2002 gegründet.
Das Ziel des Vereins ist es, das Wissen um die Herstellung von Vorarlberger Trachtenkleidung, insbesondere der Bregenzerwälder Frauentracht, zu erhalten und zu pflegen. Das Motto des Vereins lautet "Handwerk wertschätzen und fördern".
Neben der Herstellung von Juppen und dem Museumsbetrieb kümmert sich der Verein auch um die Begutachtung oder Vermittlung von bereits getragenen Trachten oder Accessoires.